# Андреа дел Сарто
Андреа дел Сарто (на италиански: Andrea del Sarto, с рождено име Андреа д’Аньоло ди Франческо ди Лука ди Паоло дел Мильоре Вануки, на италиански: Andrea d'Agnolo di Francesco di Luca di Paolo del Migliore Vannucchi е италиански живописец, представител на флорентинската школа. Ученик е на Пиеро ди Козимо.

## Критика и наследство
Микеланджело, високо цени таланта на дел Сарто, му представя през 1524 година Джорджо Вазари, който впоследствие става ученик на дел Сарто.
По-късно Джорджо Вазари, поставя на рязка критика своя учител, твърдейки, че при наличие на всичко необходимо, за да стане велик художник, на него не му достига амбиция и божествения огън на вдъхновението, които помагат да творят на по-знаменитите му съвременници, като Леонардо, Микеланджело и Рафаел.

## Галерия
- „Жертвоприношението на Авраам“, 1527, Дрезден
- „Мадона с младенеца и малкия Йоан Кръстител“, 1505 – 1510, Галерия Боргезе Рим
- „Мадона с младенеца“. Национален музей за изкуствата на Азербайджан. Баку